# Кінолев
КіноЛе́в — фестиваль незалежного кіно, який проходить щороку з 2006 на початку третьої декади серпня у Львові (в рамках святкування Дня Незалежності України). Організатором фестивалю є львівський Музей Ідей. З 2010 року фільми, представлені на фестивалі, озвучують українською мовою. Щороку фестиваль має свого «патрона» — відомого режисера-класика; наприкінці фестивалю його іменем називають невелику вуличку в центрі міста, що не має поштових адрес (на мапах її позначено як вул. Архівна). Таким чином станом на 2011 рік на цій вулиці є три вказівники: вул. Берґмана, вул. Фелліні та вул. Трюффо.